# Michel-François Dandré-Bardon
Michel-François Dandré-Bardon (Aix-en-Provence, 22 maggio 1700 – Aix-en-Provence, 13 aprile 1785) è stato un pittore e scrittore francese.

## Biografia
Michel-François Dandré-Bardon nacque ad Aix-en-Provence, in una famiglia agiata. Dopo aver studiato legge nella sua città natale, si recò a Parigi dove si iscrisse all'Académie royale de peinture et de sculpture.
Probabilmente apprese i primi rudimenti di pittura da Jean-Baptiste van Loo quando ancora si trovava ad Aix-en-Provence. Nel 1723 entrò come apprendista nell'atelier di Jean-François de Troy .
Nel 1725 riuscì ad ottenere un soggiorno pressoall'Accademia di Francia a Roma,anche grazie al contributo di Louis-Antoine de Pardaillan de Gondrin,. Del suo soggiorno romano conosciamo l'opera  Augusto che insegue i malversatori. All'inizio del 1731, lasciò Roma, soggiornò sei mesi a Venezia, per poi rientrare in patria.
Nel 1734 si spostò a Parigi per preparare la sua ammissione Accademia Reale di Pittura e Scultura di cui divenne membro solo nel 1735.
Lasciò Parigi nel 1741 per stabilirsi ad Aix-en-Provence. Nel 1742 lavorò alla decorazione della chiesa di Notre-Dame-de-l'Assomption a Lambesc, poi nel 1743 realizzò alcuni dipinti per l'amico Jean-Baptiste Boyer de Fonscolombe, di cui rimangono le quattro età della vita, conservate oggi al Museo Granet . Per la decorazione della sala riunioni principale dell'Università di Aix-en-Provence, nel 1744 realizzò una serie di dipinti storici, che non sono giunti fino a noi.
La sua reputazione si diffuse nella sua città natale così come a Marsiglia dove divenne uno dei primi fondatori della locale accademia di belle arti .
Nel 1752 Dandré-Bardon fu chiamato a Parigi, dove venne nominato professore all'Académie royale. Presentò al Salon dell'anno successivo la sua ultima opera dipinta conosciuta La morte di Socrate
Progressivamente con l'avanzare dell'età e di condizioni di salute sempre più precarie accantonò l'arte pittorica, continuando però a seguire i suoi impegni istituzionali come professore dell'Académie, almeno fino al 1780.
Morì a Parigi nel 1783, un elogio in suo ricordo venne tenuto all'Académie de Marseille .

## Opere pittoriche
- Aix-en-Provence, museo Granet :
  - La Nascita, olio su tela
  - Infanzia, olio su tela
  - Giovinezza, olio su tela
  - Vecchiaia, olio su tela
- L' Unione della Procura di Provenza al Consolato di Aix nel 1535, o Allegoria della Pace, olio su tela, Bayonne, Museo Bonnat-Helleu[8]
- Sofonisba che beve il veleno, Béziers, Museo di Belle Arti di Béziers[2]
- Tullio che passa il suo carro sul corpo del padre (studio), Châteauroux, Museo Bertrand[2]
- Antioco ordina il massacro dei Maccabei, 1725 circa, olio su tela, 83 x 115 cm, Museo di Belle Arti di Digione
- La Vergine intercede per San Giacomo in favore delle anime del Purgatorio, olio su tela, Digione, Museo Magnin :
- Museo di Belle Arti di Marsiglia :
  - Studio accademico
  - Le buone opere delle Figlie di Saint-Thomas de Villeneuve
  - Cristo in croce, olio su tela
  - Donne davanti al camino, olio su tela
  - Homme drapé assis,
  - Gesù crocifisso, olio su tela
- Marsiglia, museo Grobet-Labadié :
  - Agar e Ismaele, olio su tela
  - Testa di uomo con turbante, disegno
  - Interno dell'atelier di un artista, olio su tela
- Pace di Vienna, olio su tela, Marsiglia, museo Cantini
- L'ambizione di Tullio o Tullio guida il suo carro sul corpo di suo padre, Montpellier, Museo Fabre[2].
- Cristo crocifisso, acquaforte, Museo di Belle Arti di Nancy
- Parigi, Museo del Louvre :
  - Natività, olio su tela
  - La predicazione di San Francesco, olio su tela
- Allegoria della peste a Marsiglia, olio su tela, Museo delle Belle Arti di Rouen :
- Académie des beaux-arts :
  - Susanna e i vecchioni[9] , sanguigna, penna, inchiostro e acquarello , 35,9 x 25,7cm[10][11]
  - Allegoria in onore della pace di Aix-la-Chapelle del 1748[12] , gesso rosso, penna e inchiostro bruno, acquarello, 31,9 x 20,5cm[11] .
  - Studio di uomo disteso, braccio destro alzato[13] , matita nera e ceppo, con lumeggiature bianche, 43,0 x 50,8 cm.[11] .
- Cambridge, Fogg Art Museum :
  - Testa di vecchia di profilo, disegno a sanguigna[14]
  - Luigi XV, incisione[15] ,
- New York, Metropolitan Museum of Art[16] :
  - La morte di Socrate, disegno
  - Maria Maddalena ai piedi della Croce, disegno
  - Processione a Menfi, disegno
  - Gruppo equestre, disegno
- San Francisco, California Palazzo della Legione d'Onore
  - Diana ed Endimione, (1746)[17].
- Washington, Galleria Nazionale d'Arte[18] :
  - Adorazione dei teschi detta anche Esercizio di umiltà, olio su tela[2].
  - Jeune homme, disegno
  - Ritratto di Jean-Baptiste Van Loo, disegno
- Cristo in croce ,Chiesa dello Spirito Santo, Aix-en-Provence[2] .
- San Marco Evangelista, Chiesa della Maddalena, Aix-en-Provence[2] .
- Teologia, 1744 - 1749, Chiesa di San Giovanni di Malta, Aix-en-Provence[19] .
- Presentazione al Tempio,1750, olio su tela, Chiesa parrocchiale di Aups[2] .
- Cristo crocifisso, olio su tela, 1744 Barjols ( Var )
- Chiesa di Nostra Signora dell'Assunzione, Lambesc
  - La visione di San Giacomo ,  un bozzetto preliminare intitolato La Vergine intercede per San Giacomo a favore delle anime del purgatorio, che si trova al museo Magnin di Digione.
  - Il Giudizio di San Crepino e San Crepiniano[2] .
  - Sant'Eldrado[20] .

## Opere Letterarie
- Traité de peinture suivi d'un Essai sur la sculpture, chez Saillant, 1765 (2 vol.).
- Vie de Carle Van Loo, chez Desaint, 1765.
- Costumes des anciens peuples, vol. 1, chez Charles-Antoine Jombert, 1772.
- Costumes des anciens peuples, vol. 2, chez Charles-Antoine Jombert, 1774.

## Galleria d'immagini

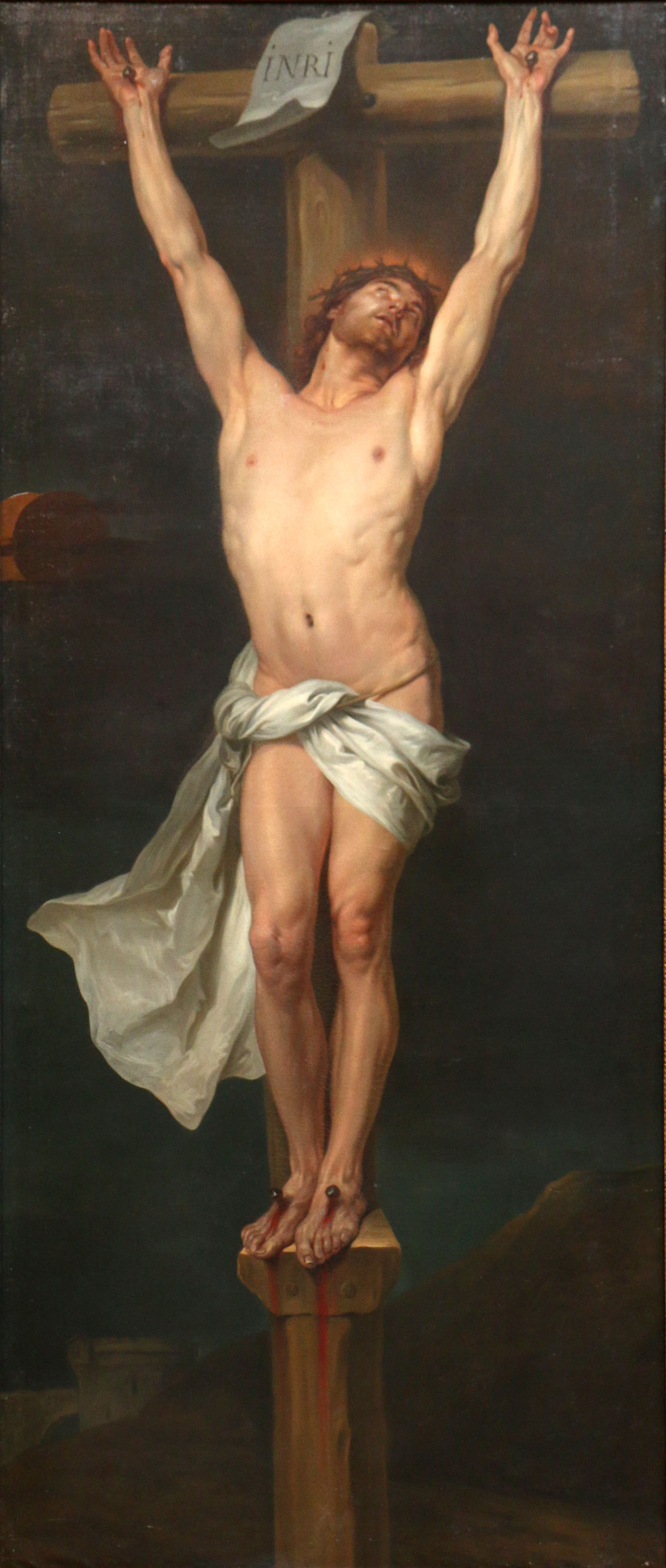
Crocifisso
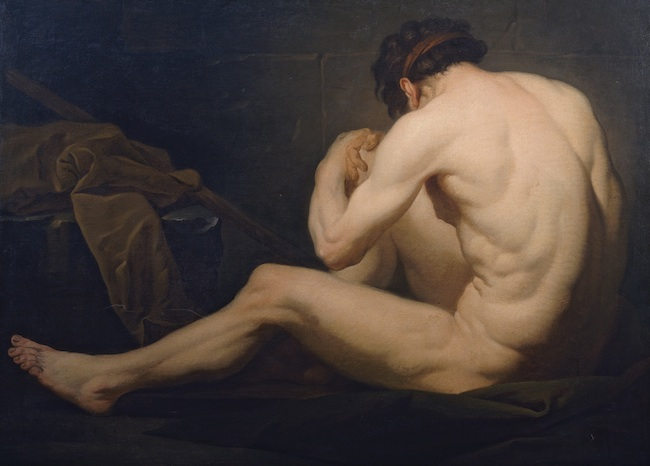
Studio accademico, Museo di Belle Arti di Marsiglia.
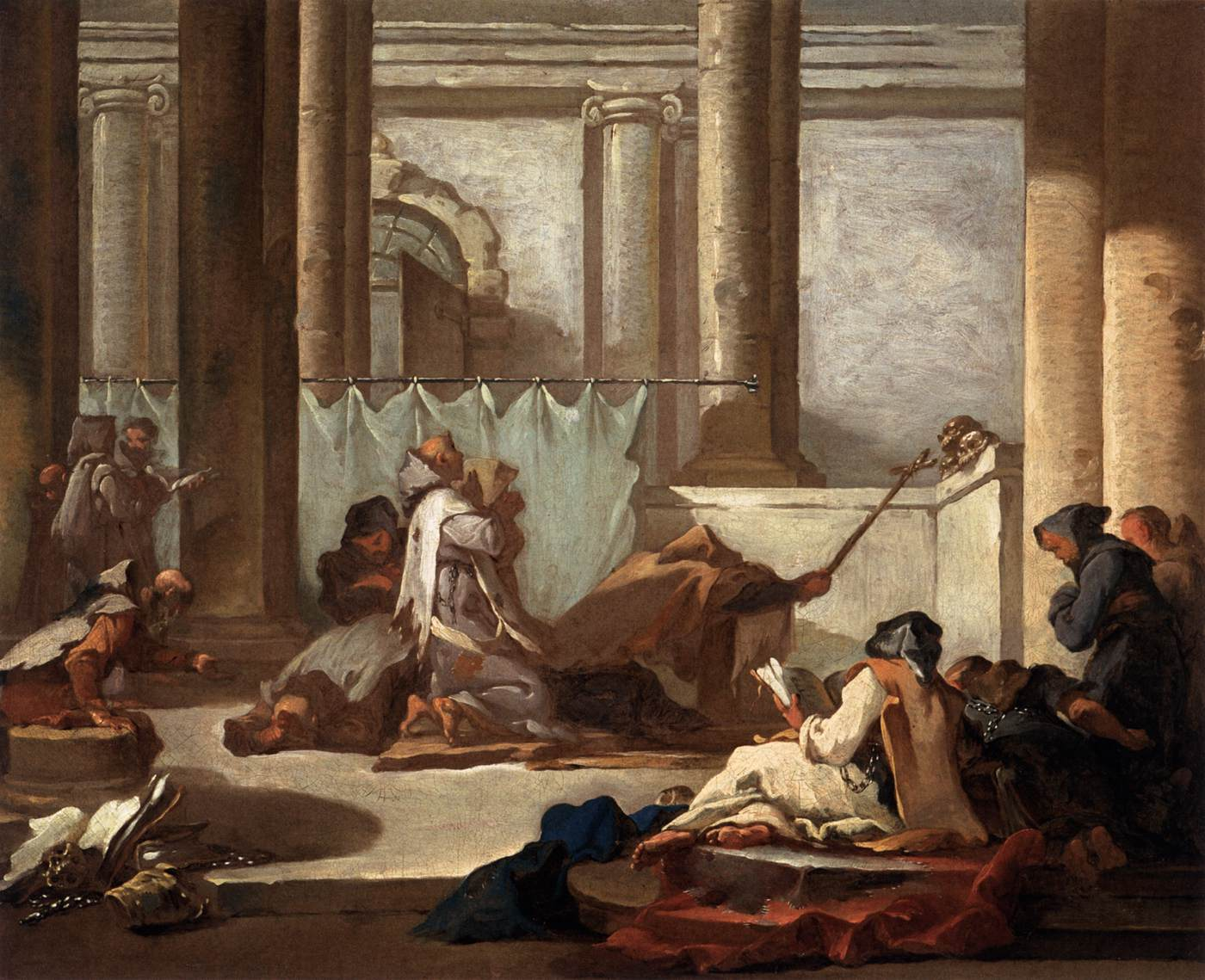
L'Adorazione dei teschi (1733), Washington, National Gallery of Art.
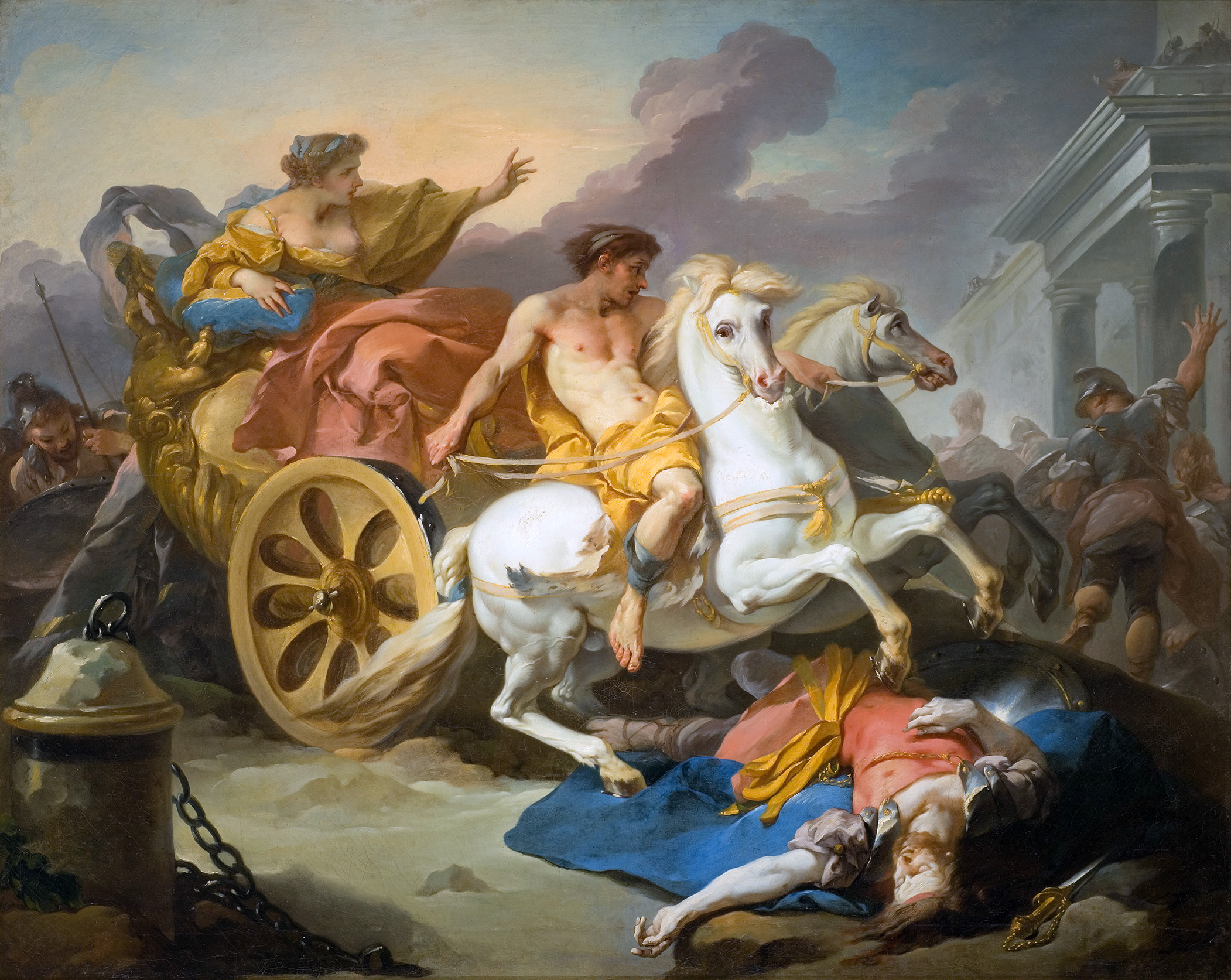
Tullie guida il suo carro sul corpo di suo padre (1735), Montpellier, Musée Fabre.